# Sōichi Hashimoto
Pour les articles homonymes, voir Ono.
Sōichi Hashimoto (橋本 壮市, Hashimoto Sōichi), né le 24 août 1991, est un judoka japonais. 
Il a remporté la médaille d'or des championnats du monde 2017 et la médaille d'argent en 2018 dans la catégorie des moins de 73 kg.

## Carrière
Soichi Hashimoto évolue dans la catégorie des moins de 73 kg. Durant la saison 2015-2016, il remporte les All-Japan Selected Judo Championships (championnat du Japon), le Championnat d'Asie ainsi que le Masters à Guadalajara. Il ne participe pas aux Jeux olympiques de Rio, le Japon étant représenté dans sa catégorie par Shohei Ono.
Il réalise une très bonne saison 2016-2017 en remportant successivement le Tournoi Grand Chelem de Tokyo, le Tournoi Grand Chelem de Paris, les All-Japan Selected Judo Championships, le Tournoi Grand Chelem de Moscou et enfin le championnat du Monde 2017 à Budapest (en l'absence du champion en titre et champion olympique Shohei Ono).

## Palmarès

### Compétitions internationales
| Année | Compétition           | Lieu     | Résultat | Catégorie         |
| ----- | --------------------- | -------- | -------- | ----------------- |
| 2015  | Championnats d'Asie   | Koweït   | 3e       | Moins de 73 kg    |
| 2016  | Championnats d'Asie   | Tachkent | 1er      | Moins de 73 kg    |
| 2016  | Championnats d'Asie   | Tachkent | 3e       | Par équipes       |
| 2017  | Championnats du monde | Budapest | 1er      | Moins de 73 kg    |
| 2017  | Championnats du monde | Budapest | 1er      | Par équipes mixte |
| 2018  | Championnats du monde | Bakou    | 2e       | Moins de 73 kg    |
| 2018  | Championnats du monde | Bakou    | 1er      | Par équipes mixte |
| 2019  | Championnats du monde | Tokyo    | 1er      | Par équipes mixte |
| 2021  | Championnats du monde | Budapest | 3e       | Moins de 73 kg    |
| 2021  | Championnats du monde | Budapest | 1er      | Par équipes mixte |
| 2022  | Championnats du monde | Tachkent | 2e       | Moins de 73 kg    |
| 2023  | Championnats du monde | Doha     | 3e       | Moins de 73 kg    |
| 2023  | Championnats du monde | Doha     | 1er      | Par équipes mixte |
| 2023  | Jeux asiatiques       | Hangzhou | 2e       | Moins de 73 kg    |
| 2024  | Jeux olympiques       | Paris    | 3e       | Moins de 73 kg    |
| 2024  | Jeux olympiques       | Paris    | 2e       | Par équipes mixte |

### Masters mondial, Tournois Grand Chelem et Grand Prix
| Année | Compétition     | Lieu              | Résultat | Catégorie      |
| ----- | --------------- | ----------------- | -------- | -------------- |
| 2015  | Coupe du monde  | Qingdao           | 1er      | Moins de 73 kg |
| 2016  | Masters mondial | Guadalajara       | 1er      | Moins de 73 kg |
| 2016  | Grand Chelem    | Tokyo             | 1er      | Moins de 73 kg |
| 2017  | Grand Chelem    | Paris             | 1er      | Moins de 73 kg |
| 2017  | Grand Chelem    | Iekaterinbourg    | 1er      | Moins de 73 kg |
| 2017  | Grand Chelem    | Tokyo             | 3e       | Moins de 73 kg |
| 2017  | Masters mondial | Saint-Pétersbourg | 1er      | Moins de 73 kg |
| 2018  | Grand Prix      | Hohhot            | 2e       | Moins de 73 kg |
| 2019  | Grand Chelem    | Paris             | 1er      | Moins de 73 kg |
| 2019  | Grand Prix      | Montréal          | 1er      | Moins de 73 kg |
| 2019  | Grand Chelem    | Brasilia          | 3e       | Moins de 73 kg |
| 2019  | Grand Chelem    | Osaka             | 2e       | Moins de 73 kg |
| 2019  | Masters mondial | Qingdao           | 1er      | Moins de 73 kg |
| 2020  | Grand Chelem    | Paris             | 1er      | Moins de 73 kg |
| 2021  | Masters mondial | Doha              | 2e       | Moins de 73 kg |
| 2022  | Grand Chelem    | Paris             | 2e       | Moins de 73 kg |
| 2022  | Grand Chelem    | Tokyo             | 1er      | Moins de 73 kg |
| 2023  | Masters mondial | Budapest          | 1er      | Moins de 73 kg |
| 2023  | Grand Chelem    | Tokyo             | 2e       | Moins de 73 kg |
| 2024  | Grand Chelem    | Tbilissi          | 3e       | Moins de 73 kg |